# 인도차이나멧밭쥐
인도차이나멧밭쥐(Micromys erythrotis)는 쥐과에 속하는 설치류의 일종이다. 아시아에서 발견된다. 이전에는 멧밭쥐의 이명으로 간주하기도 했다.

## 분포
극동의 토착종이다. 중국 중부와 남부. 베트남 북부 지역에 분포한다.